# Kantzon

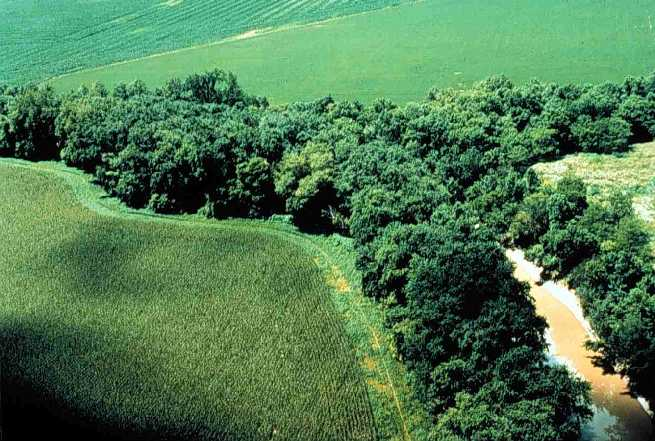
En välbevarad kantzon vid Eriesjön

Kantzon betecknar ett gränsskikt mellan mark och vattendrag. Kantzoner används som buffert för att filtrera avrinningsvatten från åkermarker, stabilisera jorden för att minska erosion samt för att gynna flora och fauna i området.
En kantzon på åkermark gör mest nytta om den gränsar mot betesmarker, åkerholmar eller andra skyddszoner. Kantzonen brukas likt resten av åkern men besprutas ej. Markägaren kan också välja att avstå från att sprida gödning på kantzonen, den glesare växtligheten till följd av detta gynnar fågellivet.
Inom skogsbruket kan kantzoner lämnas utmed vattendrag, sjöar eller våtmarker. Bredden på kantzonen varierar beroende på skogens struktur och de miljövärden som ska skyddas. Ett av kantzonens syften är att skydda den artrika marken invid vattendrag mot trakthyggesbrukets negativa miljöpåverkan.

## Kantzonens funktion
En kantzon kallas ekologiskt funktionell om den bidrar till en bra livsmiljö och fungerar som en energikälla, klimatanläggning, och reningsverk för vattendraget.
- Energikälla - Vegetation i kantzonen som träd och buskar tappar blad och grenar i vattnet, dessa utgör basen i näringskedjan för många olika organismer i vattendraget. Dessa ger näring till ett flertal organismer i vattnet. Dessutom faller det ner insekter i vattendraget vilket är en del av basfödan för en del fiskar.
- Livsmiljö - Då kantzonernas utseende och vegetation skiljer sig en hel del bidrar detta ofta till en stor biologisk mångfald för både växter och djur. Döda träddelar som faller ner i vattnet skapar också en trivsam miljö för diverse vattendjur.
- Reningsverk - Vegetationen runt vattendraget filtrerar och renar inströmmande vatten från bland annat tungmetaller, och näringsämnen som kan bidra till övergödning. Rötterna från träd och buskar stabiliserar även marken i kantzonen vilket motverkar erosion.
- Klimatanläggning - Då växtligheten är hög så hjälper träd och buskar till att skugga vattnet, vilket leder till att temperaturen sänks och jämnas ut. Detta förhindrar även igenväxning av botten.[4]

## Skötsel av kantzon
Kantzonen kan generellt delas in i tre olika zoner, närzon, mellanzon och ytterzon. Brukandet bör ske mer försiktigt närmre ett vattendrag.

### Skogsmark
Kantzoner inom Skogsbruket är av varierande storlek. Skogsstyrelsen nämner ibland en bredd om 25 meter som en tumregel. Viss skötsel av kantzonen kan behövas för att den ska fungera tillfredsställande. Till exempel kan kantzonen röjas för att öka solexponeringen eller minska antalet barrträd så att lövträd gynnas. Några år innan avverkning av det intilliggande skiftet kan höggallring i kantzonen genomföras. Höggallring innebär att man plockar ut de största träden. Fördelen med detta är att de kvarvarande stammarna hinner utveckla tålighet mot stormar innan den skyddande skogen intill försvinner. Höggallringen innebär också att den ekonomiska förlusten det innebär att spara en kantzon minimeras. Höggallring lämpar sig dock inte alltid, hänsyn måste tas till de miljövärden kantzonen är tänkt att skydda. Viss skötsel av kantzonen kan också syfta till att skydda fornlämningar.

### Jordbruksmark
Närzonen lämnas mestadels orörd med inslag av ytterst små gallringar, detta innebär att inga maskiner eller dylikt bör användas på marken. Mellanzonen kan användas som betesmark för djur och försiktig körning med maskiner. Däremot får marken ej plöjas eller harvas. I den yttrezonen kan vanligt jordbruk ske dock utan gödsel- och bekämpningsmedel.